# Кашмирские пандиты

Кашмирские пандиты в Сринагаре, конец XIX века

Кашмирские пандиты (также известны как «кашмирские брахманы» и «брахманы пандиты») — этнокастовая и этнорелигиозная группа, до начала 1990-х годов проживавшая в основном в Кашмирской долине на территории Джамму и Кашмира. Относят себя к сообществу сарасват-брахманов, которые ведут свою родословную от первых брахманов с берегов ведийской реки Сарасвати (это одна из пяти групп брахманов Панча-Гауда, которые противопоставляют себя брахманам Панча-Дравида). Остающиеся в долине кашмирские пандиты являются индуистским меньшинством среди преобладающих кашмирцев-мусульман.
В начале 1990-х годов в Кашмирской долине насчитывалось от 140 тыс. до 160 тыс. пандитов, однако из-за череды нападений со стороны исламских фундаменталистов большая часть пандитов мигрировала в Джамму в другие регионы Индии (преимущественно в Дели, Химачал-Прадеш, Уттаракханд, Пенджаб, Харьяну, Уттар-Прадеш и Раджастхан). Согласно различным оценкам, в 1990-х годах Кашмир покинуло от 150 тыс. до 300 тыс. индуистов и сикхов (подавляющее большинство среди них составляли кашмирские пандиты — около 100 тыс. человек). Другие авторы называли большее число беженцев-пандитов — от 150 тыс. до 800 тыс. человек, видимо учитывая всех индуистов или всех беженцев из Кашмирской долины. К концу 1990-х годов в Кашмирской долине проживало около 20 тыс. пандитов, в 2011 году — около 3 тыс..
В Кашмире пандиты говорили преимущественно на кашмири, в других частях Индии — на хинди. К кашмирским пандитам принадлежала семья первого премьер-министра независимой Индии Джавахарлала Неру (его предки в XVIII веке переселились из Кашмира на Гангскую равнину). Среди наиболее распространённых фамилий кашмирских пандитов — Пандит, Дхар (Дар), Как, Каул (Коул), Сапру и Матту.

## История

### Древний период
Кашмирские пандиты являются потомками коренного населения Кашмирской долины. В эпоху империи Маурьев под влиянием буддизма варновая система Кашмира претерпела изменения, однако местные брахманы сохранили свою обособленность от остального населения. Особенностью раннего кашмирского общества был довольно высокий статус женщин, особенно по сравнению с соседними регионами Индии. Тюркские и арабские вторжения, начавшиеся с VIII века, обычно обходили стороной изолированную Кашмирскую долину.

### Средневековый период
В 1003—1320 годах в Кашмире правила индуистская династия Лохара, которую сменили правители Кашмирского султаната из династии Шах-Мир (1339—1561). Кашмирские брахманы не поддержали своих единоверцев из династии Лохара, поскольку последний раджа Сухадева обложил их налогами, чего ранее никогда не было. К концу XIV века большинство населения долины приняло ислам, однако брахманы сохраняли своё традиционное положение в административном аппарате вплоть до правления султана Сикандара Бутшикана.

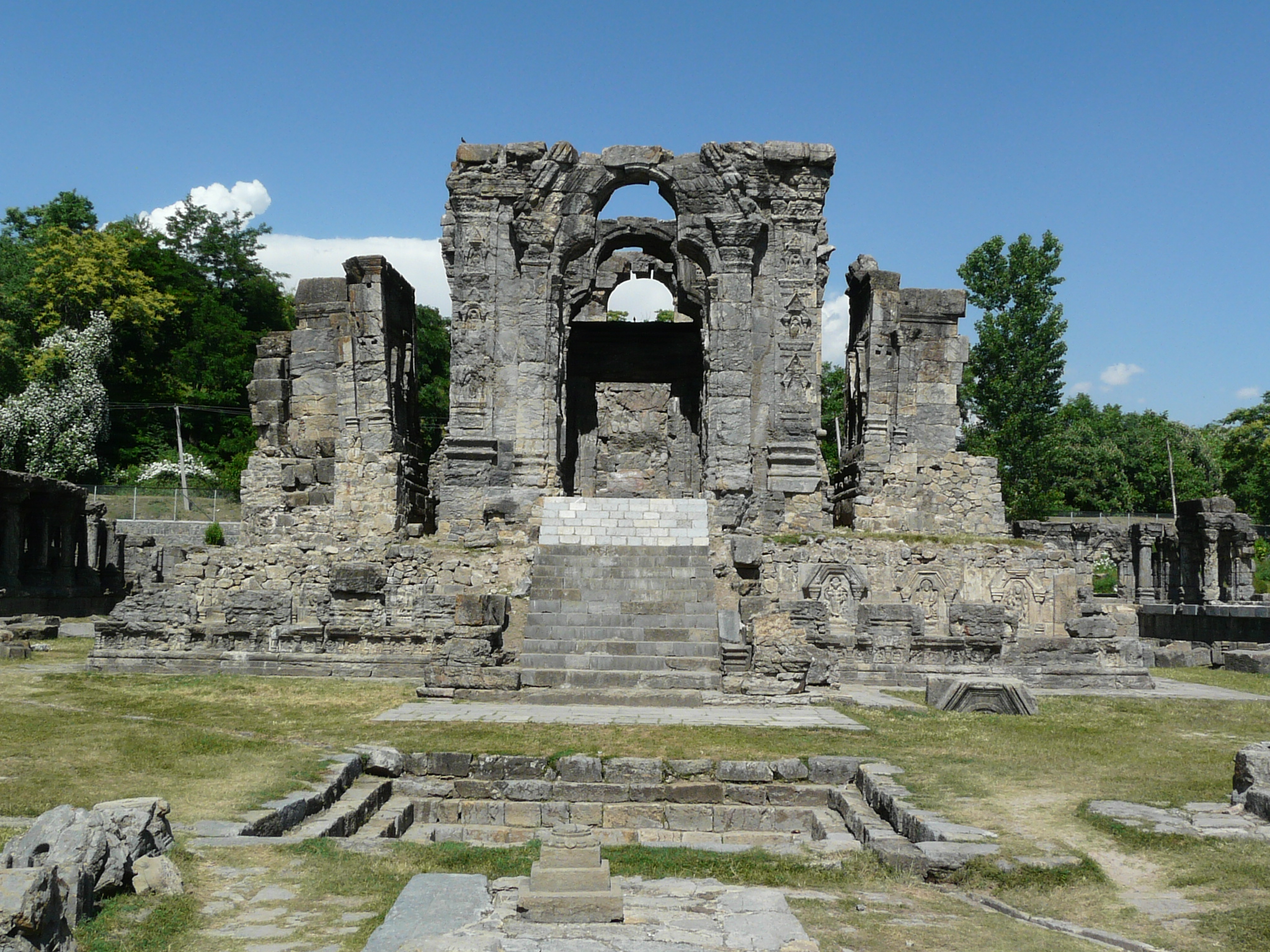
Руины храма Солнца в Анантнаге, разрушенного Сикандаром Бутшиканом

При султане Сикандаре Шах-Мири (1389—1413), более известном как Сикандар Бутшикан, власти силой насаждали ислам среди оставшихся индуистов Кашмира. По приказу султана были разрушены старые индуистские храмы, в том числе грандиозный храм Солнца в Анантнаге, построенный в VIII веке, индуистам запретили отмечать праздники и даже носить традиционную одежду. Многие индуисты Кашмира были вынуждены бежать от преследований в другие регионы Индии. Правители индуистских княжеств охотно принимали у себя кашмирских пандитов, которые славились как учёные и знатоки законов.
Султан Зейн-уль-Абидин (1423—1474) отличался терпимостью к кафирам: он позволил вернуться к индуизму тем, кого насильно обратили в ислам, разрешил восстановить разрушенные храмы, раздал земли пандитам, стимулируя их таким образом к возвращению в Кашмир. При меритократическом дворе Зейн-уль-Абидина было много советников из числа пандитов и буддистов.
В 1587 году Кашмир завоевал падишах Акбар I Великий. В его правление жизнь и имущество индуистов были защищены, многие из них получили высокие правительственные должности при дворе Великих Моголов. Именно Акбар, восхищённый учёностью и интеллигентностью кашмирских брахманов, даровал им звание пандит (для многих оно стало и фамилией). Однако, несмотря на политику веротерпимости Акбара, возврата к индуизму не последовало. Пандиты, верные местному течению шиваизма, так и остались меньшинством среди мусульманского населения Кашмирской долины.

### Вторжения и британский период

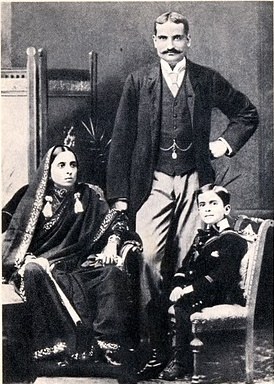
Мотилал Неру с женой и сыном. Их предки в XVIII веке бежали из Кашмира на Гангские равнины

В 1753 году Кашмир захватили войска Ахмада-шаха Дуррани. Афганское правление было крайне тяжёлым для индуистов, которые массово бежали из Кашмирской долины в Индию. Многие кашмирские пандиты утвердились в княжествах Северной Индии, особенно в судах и при дворах раджпутов и Моголов. В 1780 году пенджабские сикхи установили свой контроль над Джамму. В 1819 году сикхи Ранджит Сингха заняли Кашмир, став ограничивать свободы местных мусульман. После Первой англо-сикхской войны британцы передали Кашмир своему союзнику Гулаб Сингху — основателю династии Догров.
В британский период главными союзниками и защитниками кашмирских пандитов были раджпуты из числа догров. Эта высшая каста догров имела большие привилегии — они составляли большинство джагирдаров (помещиков-землевладельцев) Джамму, занимали высшие правительственные и офицерские чины в колониальной администрации, были освобождены от уплаты налогов. К дограм-раджпутам принадлежала семья династии махараджей, которые правили в княжестве Джамму и Кашмир. При династии Догров (1846—1947) пандиты являлись привилегированной прослойкой среди жителей Кашмирской долины.
Согласно переписи 1941 года, в Кашмирской долине проживало около 79 тыс. пандитов. Традиционно среди пандитов было много школьных учителей и преподавателей колледжей, некоторые сдавали в аренду сельскохозяйственные земли, владели магазинами и занимались текстильным бизнесом. В октябре 1947 года последний махараджа Джамму и Кашмира Хари Сингх принял решение войти в состав Индии, в 1952 году княжество было упразднено, а правящую ранее династию Догров отстранили от власти (хотя её представители ещё долгое время занимали посты губернатора и председателя парламента новообразованного штата).

### Период независимости
Кашмирский конфликт, вспыхнувший в 1947 году (в особенности Первая индо-пакистанская война и Вторая индо-пакистанская война), вынудил многих пандитов бежать из охваченного насилием региона. Около 20 % всех пандитов покинули Кашмирскую долину в результате земельных реформ 1950 года (до этого индуисты составляли большинство крупных и средних землевладельцев Кашмира и Джамму). К 1981 году кашмирские пандиты составляли всего 5 % от общего населения долины.
Согласно подсчётам демографов, в конце 1980-х годов в Кашмирской долине проживало около 160 тыс. пандитов. После того, как в 1989 году в Кашмире вспыхнуло восстание, подавляющее большинство пандитов было вынуждено бежать из долины. Мусульманские повстанцы убили несколько сотен высокопоставленных чиновников-пандитов, работавших на индийскую администрацию, также они запугивали семьи местных индуистов и поджигали их дома. Многие пандиты оказались в лагерях беженцев в Джамму, другие рассеялись по соседним штатам Северной Индии, небольшая часть бежала из кашмирских деревень в Сринагар под защиту индийской армии и полиции. Среди младшего поколения беженцев-пандитов стала проявляться потеря национальной и культурной идентичности (они ассимилируются в среде окружающего большинства, переходят с кашмири на хинди или другие языки, отходят от древних религиозных традиций, вступают в браки вне своей касты). Власти приняли ряд мер помощи беженцам-пандитам, в том числе ввели для них зарезервированные квоты в учебных заведениях и государственных учреждениях.
21 марта 1997 года мусульманские повстанцы убили семь пандитов в деревне Сангрампора (округ Бадгам). 25 января 1998 года боевики Лашкаре-Тайба убили в городке Вандхама (округ Гандербал) 23 пандита и сожгли индуистский храм. Между 1999 и 2008 годами в Кашмирской долине было убито ещё около 400 пандитов, в том числе пять человек в 2001 году в Анантнаге. Нередко мусульмане отыгрывались на пандитах после того, как индийская армия проводила в Кашмире карательные операции, сопровождавшиеся гибелью гражданского населения. Несмотря на сохранявшиеся угрозы, некоторые семьи пандитов стали возвращаться из Джамму в Кашмирскую долину.
По состоянию на 2005 год, в Индии на учёте МВД стояло 55,5 тыс. семей беженцев из числа кашмирских пандитов или около 300 тыс. человек (в том числе 34,1 тыс. семей в Джамму и 19,3 тыс. семей в Дели). Часть пандитов проживала в лагерях беженцев, в том числе 5,8 тыс. семей в 16 лагерях на территории Джамму и 230 семей в 14 лагерях на территории Дели. Доля пандитов в населении Кашмира уменьшилась с 15 % в 1941 году до 0,1 % в 2005 году. Некоторые штаты, в том числе Махараштра и Пенджаб, зарезервировали места в колледжах и университетах для детей кашмирских пандитов. По данным властей штата, в 2010 году в Кашмирской долине проживало около 800 семей пандитов или 3,4 тыс. человек. Изначально стимулы, предложенные властями для возвращения пандитов, не принесли желаемых результатов.
Между пандитами, которые бежали из Кашмирской долины, и теми, кто остался, произошло значительное отчуждение. В Кашмире осталось очень мало молодёжи, что затрудняло поиск пары для бракосочетания. Пандиты-беженцы боялись отправлять своих дочерей в Кашмир, а юноши неохотно брали в жёны девушек из долины из-за укоренившегося стереотипа, что все они подверглись насилию со стороны мусульман. Таким образом, оставшиеся в долине пандиты всё чаще были вынуждены вступать в браки с представителями других каст и сообществ.
По состоянию на начало 2016 года, на учёте властей стояло 37,1 тыс. семей беженцев из числа кашмирских пандитов в Джамму и 19,3 тыс. семей в Дели и других регионах Индии. В Кашмирскую долину по специальной программе вернулось некоторое число молодых пандитов. Для их возвращения власти выделили земли в округах Анантнаг, Барамула и Бадгам. Мусульмане, которые незаконно пользовались имуществом пандитов в их отсутствие, обязаны были заплатить им компенсацию. Имеется несколько общественных организаций, которые предоставляют пандитам, решившим вернуться в долину, рабочие места, кредиты и помощь для восстановления жилищ. Некоторые организации пандитов требуют создания автономного индуистского района в южной части Кашмирской долины.

## Численность и распространение

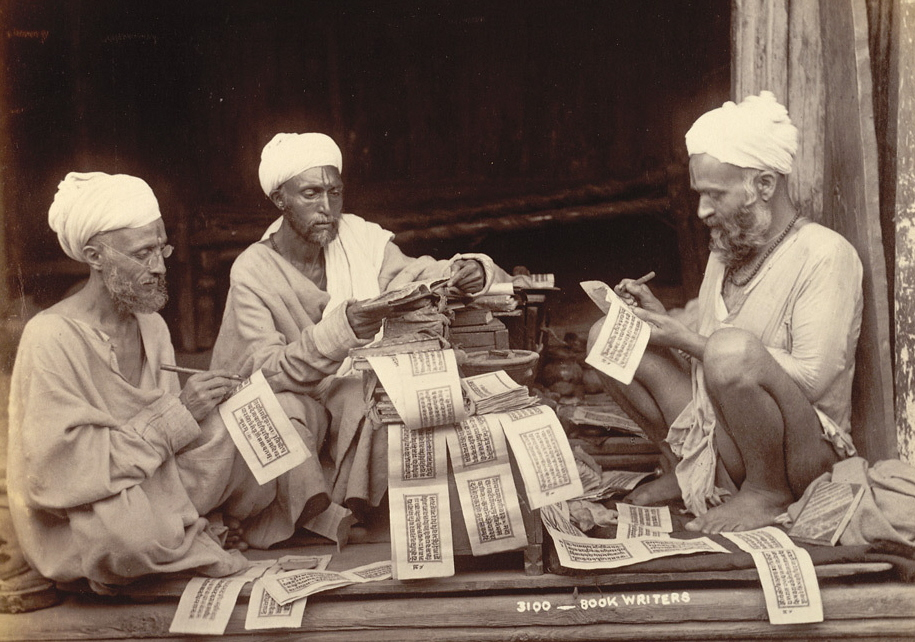
Кашмирские брахманы за изучением религиозных текстов. Конец XIX века

Ещё в XVIII—XIX веках значительные общины кашмирских пандитов образовались в Дели, Лакхнау, Агре, Аллахабаде, Алигархе, Варанаси, Лахоре и Гуджранвале.
Согласно различным исследованиям, доля пандитов среди населения Кашмирской долины колебалась от 15 % в 1941 году и 6 % в 1947 году до 5 % в 1981 году и 0,1 % в 2005 году. В результате раздела Британской Индии (1947) почти все пандиты покинули территорию Пакистана. В начале 1950-х годов значительная часть пандитов покинула Кашмир в результате неудачной земельной реформы и из-за напряжённости в регионе после завершения Первой индо-пакистанской войны.
После того, как в Кашмирской долине вспыхнуло антииндийское восстание, большинство пандитов были вынуждены покинуть свою родину. Крупнейшие общины беженцев-пандитов возникли в Джамму и Дели, остальные мигрировали в другие штаты Индии или эмигрировали из страны.
В 2011 году в Кашмирской долине проживало около 3 тыс. пандитов. Власти финансово стимулируют пандитов возвращаться в долину, но переселение так и не приняло массовый характер.

## Особенности
В прошлом кашмирские пандиты делились на две обособленные субгруппы с различными традициями — банмаси (брахманы, которые мигрировали из долины в период мусульманского правления, но позже вернулись) и мальмаси (брахманы, которые не покидали долину). Ещё одну субгруппу — бухиров — составляли пандиты, которые начали заниматься предпринимательством. Однако все различия между субгруппами пандитов исчезли после массового исхода из Кашмирской долины в начале 1990-х годов.
Семьи кашмирских пандитов были многодетными, из-за высокой смертности среди женщин многие мужчины практиковали многожёнство. В семье особенно желали мальчиков, поскольку пандиты считали, что достичь мокши возможно лишь при кремации отца его сыном. Жилые дома пандитов были деревянными и многоэтажными, широкие комнаты имели окна (бедные кашмирцы из-за холодных зим предпочитали дома без окон). Основной пищей были пшеничные лепёшки чапати (роти), рис употребляли намного реже. Несколько раз в день пандиты пили чай с молоком, миндальным порошком и корицей (кахва) или чай с солью (нану).

## Религия

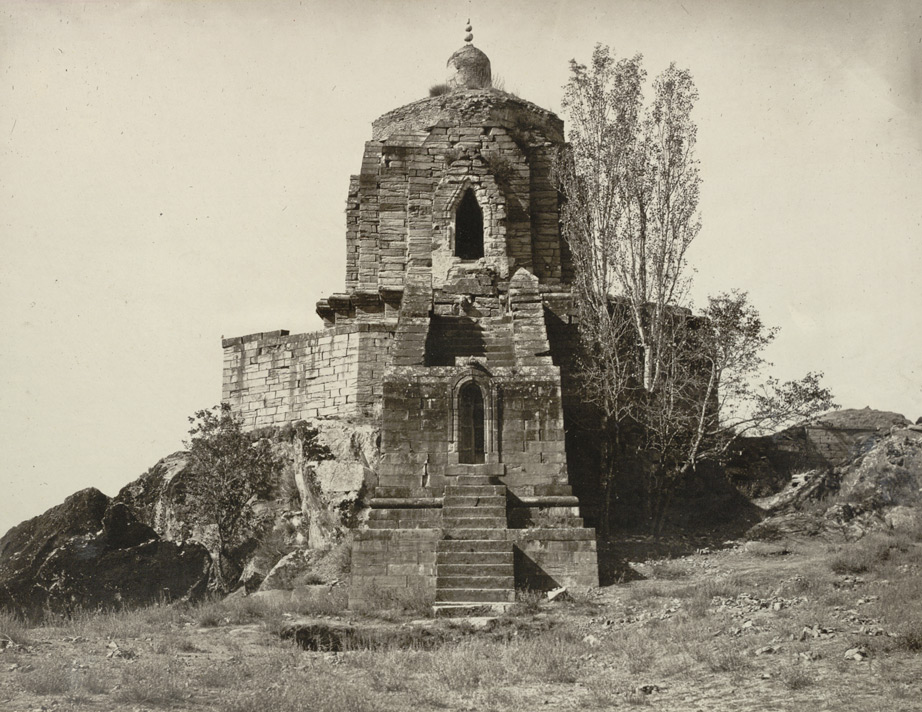
Храм Шанкарачарья

Кашмирские пандиты относятся к кастовой группе сарасват-брахманов, которая входит в состав высшей варны брахманов. Их экзоним — «пандиты» («учёные»), а эндоним — бхатта («учёный» или «учитель» с санскрита). Почти все пандиты — последователи кашмирской ветви шиваизма. Среди самых почитаемых божеств — Бхавани (одно из олицетворений Парвати).
В древний период и эпоху раннего средневековья, особенно при самом могущественном короле Муктапиде Лалитадитье, в Кашмире широко был распространён солярный культ Сурьи. Вероятно, он попал в Кашмир из Ирана ещё в эпоху Кушанского царства, однако масштабное строительство храмов богу Солнца развернулось лишь при правителях династии Каркота в VIII веке.
Главными центрами паломничества кашмирских пандитов являются пещеры Амарнатх, храм Кхир Бхавани, посвящённый Парвати (деревня Тулмул к северу от Сринагара) и храм Шанкарачарья, посвящённый Шиве (холм Соломона у озера Дал в Сринагаре).
Другими важными паломническими центрами являются гора Хармукх к округе Гандербал, где, по преданиям, проживал Шива, и озеро Гангбал у подножия горы, руины храма Шри Мартанд, посвящённого Сурье (окраина Анантнага), и храм Махакали в Сринагаре. За линией контроля в Азад Кашмире остался важный религиозный центр пандитов — руины древнего храма Шарда Питх. Два пика, выходящие на долину, названы в честь легендарных принцесс Шарды и Нарды.

## Культура

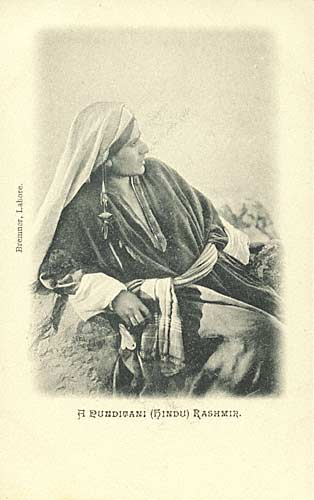
Пандитка в традиционной одежде и с нитью в ухе. Начало XX века

Во время религиозных и свадебных церемоний (например, во время упанаяны) кашмирские пандиты часто используют хоровое пение ванвум. Также на праздниках пандитов распространено старинное народное пение хензае (в основном его скандируют женщины). Наряду с пословицами и загадками хензае — одна из самых ранних форм фольклора на кашмирском языке.
Невесты из числа пандитов носят деджхур или деджихор — нить с шестиконечной звездой, которая крепится к уху и символизирует союз Шивы и Шакти (до замужества нить красная, а в доме жениха её меняют на золотую и добавляют к звезде золотые украшения).
Со времён средневековья пандиты носили туники канчука (мужчины — с длинными рукавами, женщины — с полурукавами). Богатые пандиты обоих полов украшали одежды драгоценностями. Головным убором служила разновидность тюрбана ширахшата, на ногах носили носки и кожаную обувь. Среди знати была распространена павлинья обувь (маюропанах) и обувь с железной подошвой, которую смазывали пчелиным воском. И мужчины, и женщины из числа обеспеченных пандитов пользовались косметикой, эфирными маслами и следили за своими причёсками (например, у мужчин было принято носить цветы в волосах).
Главными праздниками кашмирских пандитов являются Махашиваратри (Хератх на кашмирском) и Наврех (кашмирский Новый год по лунному календарю). Среди других важных праздников — Виджаядашами (Дуссехра), Дивали и Кришна-джанмаштами (Зармаэ-сатам).

## Видные пандиты
- Мотилал Неру (1861—1931) — президент Индийского национального конгресса, отец Джавахарлала Неру.
- Мухаммад Икбал (1877—1938) — видный поэт и философ, писавший на урду.
- Джавахарлал Неру (1889—1964) — первый премьер-министр и министр иностранных дел Индии.
- Камала Неру (1899—1936) — жена Джавахарлала Неру и мать Индиры Ганди.
- Виджая Лакшми Пандит (1900—1990) — сестра Джавахарлала Неру, видный политик и дипломат.
- Индира Ганди (1917—1984) — дочь Джавахарлала Неру, премьер-министр и министр иностранных дел Индии.
- Рамешварнатх Као (1918—2002) — основатель и первый руководитель Отдела исследований и анализа.
- Сваруп Кришна Каул (1935) — командующий Военно-воздушными силами Индии.
- Субхаш Как (1947) — учёный в области информатики.
- Анупам Кхер (1955) — знаменитый индийский актёр, режиссёр и кинопродюсер.
- Нильс Холлоулл-Дхар (1988) — американский диджей и музыкальный продюсер.

## Отображение в культуре
- Фильм «Кашмирские файлы» (2022) режиссёра В. Агнихотри о геноциде кашмирских пандитов с 1989 года.
- Фильм «Мгновение» (2010) режиссёра Р. Дхолакия — шпионский боевик о выборах в Кашмире.
- Фильм «Миссия "Кашмир"» (2000) режиссёра В. Чопра.
- Роман С. Рушди «Клоун Шалимар» (2005) о противостоянии мусульман и индусов в Кашмире после 1947 года.